# Siphona melanocera
Siphona melanocera là một loài ruồi trong họ Tachinidae.